# 高橋治則
高橋 治則（たかはし はるのり、1945年（昭和20年）10月9日 - 2005年（平成17年）7月18日）は、日本の実業家。イ・アイ・イ・インターナショナルの社長として、バブル期にはホテル・リゾート開発事業を中心に総資産1兆円超の企業グループを構築し、環太平洋のリゾート王と呼ばれるようになった。

## 年譜

### 幼少・学生時代
高橋義治の次男として1945年10月9日に疎開先である長崎県平戸島に生まれた後、東京に戻り、慶應義塾幼稚舎に入学した。その後、慶應義塾普通部、慶應義塾高等学校に進むが、「架空パーティー券事件」に巻き込まれ退学処分を受け、世田谷高校に転校した。1964年（昭和39年）に一般入試で慶應義塾大学法学部に合格する。
兄・治之とは、仲の良い兄弟で、治則がボクシングジムに通い出すと、治之も続いた。また治之が慶大に入り、アイスホッケー同好会「慶應レンジャーズ」を立ち上げると、1年後入学した治則も続いた。

### 日本航空時代
1968年（昭和43年）に慶大を卒業後、日本航空に入社した。72年、ニューヨークのジョン・F・ケネディ空港での研修から戻ると大阪空港勤務を命じられた。東京本社に配属されるものとたかをくくっていた治則は、8月に慶大の5年先輩である河西宏和とともに、六本木のビルの1室に貿易関係の会社「国洋開発」を設立した。これがのちの「イ・アイ・イインターナショナル」の前身である。
1973年（昭和48年）に北海道の政商といわれた岩澤靖の次女と結婚する。76年に日航を退社して、実業家としての道を歩み始める。

### 事業家、バブル期
1977年（昭和52年）3月、当時経営不振に陥っていた電子部品商社の株式会社イ・アイ・イの副社長となり、父・義治が社長となった。同社の経営を立て直し、83年には社長に就任し、85年に株式の店頭公開を果たす。その後、イ・アイ・イインターナショナルを中心とした、国内外におけるリゾート開発・不動産事業を中心に事業展開。自家用ジェット機を使い、世界中を飛び回った。

#### 海外事業
1986年（昭和61年）9月、ハイアット・リージェンシー・サイパンを32億円で購入したことを皮切りに、87年7月、オーストラリア、リージェントシドニー（現：フォーシーズンズ　シドニー）を130億円、12月には香港のボンドセンター（現：リッポーセンター）の1棟を380億円で、89年5月には残りの1棟を同額で購入した。
88年4月、オーストラリア（ゴールドコースト）サンクチュアリー・コーブを527億円で購入。また同国初の私立大学であるボンド大学を設立した。
89年にはニューヨークのリージェント・ニューヨーク（現：フォーシーズンズ　ニューヨーク）を建設に着手し、4月には、香港リージェント・インターナショナル・ホテルズ社（現：インターコンチネンタルホテル香港）の株式を56億円で取得した。さらにはフィジー、タヒチ・ボラボラ島でのリゾート開発を行った。
このほか、ベトナム政府の要請を受けて、グレート・バリア・リーフで営業していたフローティングホテル（水上に浮かぶ6階建てのホテル）をサイゴン川を遡ってホーチミン市に曳航した。その見返りに治則は、ホーチミン市沖での油田開発の採掘権と鉱区を手に入れた。パートナーとなったのはアラビア石油である。

#### 国内事業
1981年（昭和56年）1月、協和信用組合の立て直しを依願され、イ・アイ・イの関連会社や知人を訪ね歩き、短期間で10億円を超える預金を集め、この成果を見込まれ、5月に同信金の非常勤理事に就任した。11月に前理事長が背任容疑で逮捕されると、経営陣はさらに治則に傾倒するようになり、83年5月に副理事長となった。85年5月、協和信用組合から改名した東京協和信用組合の理事長に就き、8月にはイ・アイ・イを店頭公開した。ほかに、東証二部上場の日新汽船（のちのシーコム）、森電機などの複数の上場企業の経営を行い、携帯電話の普及を目論み、日本携帯電話（のちの東京デジタルホン）も設立した。
ロイヤルメドウゴルフクラブ、ヒルクレストゴルフクラブ（現：太平洋アソシエイツ佐野ヒルクレストコース）、君津ゴルフクラブ、平戸ゴルフクラブ、アバイディングゴルフクラブソサエティ、南阿蘇ゴルフクラブなど、各地でゴルフ場開発を精力的に手掛け、87年には伊豆シャボテン公園、伊豆海洋公園、伊豆ぐらんぱる公園を買収している。
公益財団法人情報科学国際交流財団を設立し、初代理事長に就任した。

### バブル経済末期
1990年（平成2年）に導入された総量規制により、資金繰りの悪化が表面化したイ・アイ・イインターナショナルは、メインバンクであった日本長期信用銀行（長銀）の管理下に入り、長銀主導の下で債務の整理を行った。93年に長銀による支援が打ち切られ、自主再建を試みるが、このとき既に、イ・アイ・イ・インターナショナルの優良資産は長銀により切り離されたあとであり、自主再建は難航を極めた。94年に東京協和信用組合が破綻し、95年6月27日に背任容疑で東京地検特捜部に逮捕される。バブル経済崩壊により、長銀は98年に経営破綻。イ・アイ・イインターナショナルは、00年に破産申し立てを受けた。負債総額は4,764億円。

### 新生銀行（旧日本長期信用銀行）との和解
長銀は経営破綻後、公的資金8兆円が投入され、新生銀行として2004年（平成16年）2月19日に上場した。治則は、破綻したイ・アイ・イインターナショナルが資産を不当に安く売却され損害を被ったとして、メインバンクであった長銀を相手に損害賠償を求めた。この訴訟で旧長銀の不法行為が認定されれば、新生銀行がアメリカでの懲罰的損害賠償も合わせると、最大で8兆円の損害賠償を払う可能性があった。
新生銀行は2004年3月15日、東京地方裁判所に和解上申書を提出、同年4月10日には預金保険機構の子会社・整理回収機構（RCC）を仲介役としてイ・アイ・イインターナショナル破産管財人と和解交渉をスタートさせた。同年5月10日に新生銀行がイ・アイ・イインターナショナル破産管財人に218億円を支払うことで和解が成立し、同年6月23日に交わされた和解合意書で、RCCは治則に対して「以後、民事上および刑事上の法的責任を求めるものではない」とされており、刑事告訴していたRCCが治則に対する告訴を取り消したことを意味する。さらに、新生銀行、イ・アイ・イインターナショナル破産管財人、イ・アイ・イインターナショナル清算人のすべての関係者が、それぞれの立場から原判決の見直しによる、最高裁判所の再考を要望する事実確認書、並びに上申書を最高裁へ提出した。

### 裁判闘争
逮捕当時から一貫して無罪を主張していたが、1999年（平成11年）10月、東京地裁より懲役4年6ヵ月の実刑判決を受け、東京高等裁判所に控訴。03年6月東京高裁より懲役3年6ヵ月の実刑判決を受け、最高裁に上告した。東京高裁での判決後、長銀による不法な債権回収手段が明るみに出る等、実態解明が進み、破綻した東京協和信用組合の業務を引き継ぎ、背任罪で刑事告訴したRCCが、治則に刑事上の法的責任を求めないとの意見書を最高裁に差し入れた。
最高裁の判決を待っていた最中、2005年7月18日、くも膜下出血により死去した。通夜、葬儀は2,000人を超える参列者であった。59歳だった。

## 家族・親族

### 高橋家
（長崎県平戸市、東京都目黒区、品川区小山、世田谷区用賀）
高橋家の先祖は1640年ごろに平戸松浦藩に仕えた下級家臣だった。
- 父・義治[13]（実業家）

大正5年（1916年）6月生 - 昭和61年（1986年）7月没
- 母・朝子（北田正寅次女、代言人北田正董孫）

大正8年（1919年）8月生 - 平成21年（2009年）10月没
- 兄・治之（元電通顧問、元東京オリンピック・パラリンピック組織委員会理事）
- 妻・滋（元北海道テレビ放送社長岩澤靖の次女）
- 長男
- 長女

### 親戚
- 岩澤靖（妻の父、北海道テレビ放送創業、学校法人札幌大学創設）
- 大橋武夫（母の従兄、北田酉長男、代言人北田正董孫、政治家、元労働大臣、元運輸大臣）
- 北田正元（母方の大叔父、代言人北田正董子、外交官）
- 濱口雄幸（北田正元と大橋武夫の義父、政治家、元総理大臣）
- 濱口雄彦（銀行家）
- 浜口巌根（銀行家）

## 関連書籍
- 『バブル兄弟 ‶五輪を喰った兄〟高橋治之と〝長銀を潰した弟〟高橋治則』 西﨑伸彦 （文藝春秋） 2025年1月 ISBN 978-4163919331